# Ирис Ханика
Ирис Ханика (на немски: Iris Hanika) е германска писателка, авторка на романи и разкази.

## Биография
Ирис Ханика е родена във Вюрцбург, но израства в Бад Кьонигсхофен им Грабфелд. От 1979 г. живее в Берлин и през 80-те години следва общо и сравнително литературознание в Свободния университет на Берлин.
След като завършва, през лятото на 1989 г. пише първата си книга. През 90-те години работи като журналистка за списания и вестници.
От 1998 г. рецензира политически книги за „Франкфуртер Алгемайне Цайтунг“
От 2000 до 2008 г. Ханика създава хроника на списание „Меркур“.

## Награди и отличия
- 2006: „Награда Ханс Фалада“
- 2008: „Немска награда за книга“ (финалист)
- 2010: Literaturpreis der Europäischen Union für Das Eigentliche[1]
- 2011: „Награда на ЛитераТур Норд“ für Das Eigentliche
- 2017/18: Preis der Deutschen Akademie Rom Villa Massimo